# Eulasiona zimini
Eulasiona zimini är en tvåvingeart som beskrevs av Louis-Paul Mesnil 1963. Eulasiona zimini ingår i släktet Eulasiona och familjen parasitflugor. Inga underarter finns listade i Catalogue of Life.